# Mario Absalon Alvarado Tovar
Mario Absalon Alvarado Tovar MSC (* 20. September 1970 in La Democracia, Departamento Huehuetenango, Guatemala) ist ein guatemaltekischer Ordensgeistlicher und Generaloberer der Herz-Jesu-Missionare.

## Leben
Mario Absalon Alvarado Tovar trat der Ordensgemeinschaft der Herz-Jesu-Missionare bei und legte am 15. August 1991 die erste Profess ab. Am 15. August 1994 legte er die ewige Profess ab und am 25. Oktober 1997 empfing er das Sakrament der Priesterweihe.
Neben einem Mastergrad in Theologie wurde Alvarado Tovar in Psychotherapie zum Ph.D. promoviert. Nach seiner Priesterweihe war er in verschiedenen Pfarreien in Nicaragua und in der Ausbildung des Ordensnachwuchses tätig. Seit 2013 war er Provinzial der zentralamerikanischen Provinz seines Ordens.
Das Generalkapitel der Herz-Jesu-Missionare wählte Mario Absalon Alvarado Tovar am 11. September 2017 in Rom im ersten Wahlgang in Nachfolge von Mark McDonald zum neuen Generaloberen. Seine Amtszeit beträgt sechs Jahre, nach denen eine einmalige Wiederwahl möglich ist.